# Абуталыбов, Ширзад Асад оглы
Абуталыбов Ширзад Асад оглы (род. 8 июля 1959, Нахичевань) — актер, режиссер. Народный артист Азербайджанской Республики (2008), художественный руководитель и директор Государственного Кукольного театра имени Магомеда Таги Сидки в Нахичеване.

## Жизнь и творчество
Ширзад Абуталыбов родился в 1959 году в городе Нахичевань. Он получил образование в Азербайджанском государственном институте искусств имени М. А. Алиева в период с 1985 по 1990 годы.
С 1976 года работает в Нахчыванском государственном музыкально-драматическом театре, а также является художественным руководителем и директором Государственного Кукольного театра имени Магомеда Таги Сидки.
В театре в период своей работы он создал такие образы, как: Шейх Наим в «Шейхе Санане» Г. Джавида, Телхек в «Хромом Теймуре» Г. Джавида, Юсиф в «Шейде» Г. Джавида, Махмуд в «Хаджи Гянбяре» Н. Вели, Мохаммед в «Странном человеке» Н. Вели и другие.

## Награды
В 1999 году был удостоен звания Заслуженного артиста Азербайджанской Республики, а в 2008 году получил звание Народного артиста. Также был награжден Президентской премией Азербайджанской Республики в мае 2022 года.

## Фильмография
1. «Зирземи» (1990)
2. «Как прекрасен этот мир» (1999)